# 오시천선
오시천선(五是川線)은 조선민주주의인민공화국 량강도 운흥군의 오시천역과 대오천역을 잇는 철도 노선이다.

## 연혁
- 1937년 11월 1일 개업

## 역 목록
- 오시천역
- 대오천역